# Cselényi Béla (költő)
Cselényi Béla (Kolozsvár, 1955. április 4. –) magyar költő. Testvére Cselényi László (1951–2024) rendező.

## Életpályája
Szülei Cselényi Béla történész és Kiss Anikó voltak. Kolozsvárott érettségizett. 1969 óta ír verseket. 1974–1987 között játékgyári munkás, tejesember, a Kolozsvári Központi Egyetemi Könyvtár munkatársaként dolgozott. 1973-ban mutatkozott be az Echinoxban; a Fellegvár című ifjúsági oldal egyik munkatársa lett. 1977–1980 között a Gaál Gábor Kör titkára, majd a kör megszűnéséig – 1982-ig – vezetője volt. 1987. december 23. óta Budapesten él. 1988 óta a Magyar Rádió Sajtóarchívumának sajtóinformatikus dokumentátora. 1989–1990 között elvégezte a MÚOSZ Újságíró Iskolát. 2007 óta a Magyar Távirati Iroda munkatársa.

## Munkássága
Első verseskötetének (Barna madár, Forrás, 1979) ironikus-önironikus hangjával, a tárgyi és személyi viszonylatok, a költői helyzetek abszurdig fokozásával külön színt képviselt a romániai magyar lírában. Erdélyben szinte minden magyar nyelven megjelenő lapban közölt verseket. Magyarországon legkorábban a Mozgó Világ folyóiratban publikált. Számos antológiában társszerző Romániában (Kimaradt Szó, Bukarest, 1979) és Magyarországon. Az Új Symposion (1965-1992) vajdasági folyóiratban publikáló poszt-avantgárd írógárda munkásságával rokonszenvezett, Ladik Katalint tartja mesterének. Verseken kívül foglalkozik fónikus és vizuális határműfajokkal, publicisztikával, műfordítással és szenvedélyes naplóíró. A Magyar Rádió munkatársai a Petőfi Rádió 1995. április 16-i, húsvét vasárnapi előadására Nyuszi-mesék címmel zenés hangjátékot állítottak elő szövegeiből.

## Művei
- Barna madár. Versek; Kriterion, Bukarest, 1979 (Forrás)
- Fabula rasa (vers, 1981)
- Magánbélyeg (vers, 1983)
- Üzennek a falmikulások. Versek 1982–1988; Holnap, Bp., 1990
- Évszakok gipszalkonyatban; Nyomdacoop, Bp., 1995 (Íves könyvek)
- Madárbüntető. Válogatott és új versek; Palatinus, Bp., 1998
- Reményfaló (vers, 1999)
- Satnya Nyuszi[1] (próza, 2004)
- Gyalogvers (vers, 2012)
- Órajáték bronzapával. Versek; Tipp Cult, Bp., 2019 (Parnasszus könyvek. P-art)

## Díjai
- JAK-ösztöndíj (1988)
- Soros-ösztöndíj (1998)
- Artisjus Irodalmi Díj (2020)